# Evropská perspektiva prostorového rozvoje
Evropská perspektiva prostorového rozvoje (anglicky European Spatial Development Perspective – ESDP) je nástroj Evropské komise řešící územního plánování na území Evropy. Je tak nadřazen jednotlivým národním dokumentům, jako například české Politice územního rozvoje (PÚR). V rámci prostorového plánování není oficiální ani závazný. Byl schválen na zasedání evropských ministrů pro územní rozvoj v Postupimi v roce 1999.
ESDP si lze představit jako prostorový rámec, ve kterém mají operovat jednotlivé evropské regiony. Jeho obecné principy jsou odrazem principů trvale udržitelného územního rozvoje, jak jsou zakotveny v německém systému:
- Polycentrický prostorový rozvoj
  - prostorově rovnovážný vývoj EU
  - dynamická, atraktivní a konkurenceschopná města a městské regiony; o původní (exogenní) rozvoj venkovských oblastí

- Rovnoprávný přístup k infrastruktuře a znalostem.
- Zlepšená správa přírodního a kulturního dědictví.